# Joachim Prag
Joachim Prag (* 19. November 1937 in Dessau; † 30. Juni 2012 in Dresden) war ein FDJ- und SED-Funktionär. Er war Erster Sekretär der FDJ-Bezirksleitung Leipzig und Erster Sekretär der SED-Stadtleitung Leipzig.

## Leben
Der Sohn einer Arbeiterfamilie erlernte nach dem Besuch der Grundschule den Beruf des Elektromaschinenbauers im Dessauer Elektromotorenwerk. Er wurde Mitglied der FDJ und der SED. Nachdem er die Sonderreifeprüfung abgelegt hatte, studierte er ab 1959 am Pädagogischen Institut Leipzig, das er als Oberstufenlehrer für Deutsch und Geschichte abschloss. Von 1964 bis 1969 wirkte er als Erster Sekretär der FDJ-Kreisleitung Eilenburg. Er war von 1969 bis 1971 Sekretär für Kultur, Sport und Touristik und von 1971 bis 1976 Erster Sekretär der FDJ-Bezirksleitung Leipzig. Von 1971 bis 1976 war er auch Mitglied der SED-Bezirksleitung Leipzig und ihres Sekretariats, Abgeordneter des Bezirkstages Leipzig und Mitglied des Zentralrates der FDJ.
Prag absolvierte ein Studium an der Akademie für Gesellschaftswissenschaften beim ZK der KPdSU und war anschließend von 1976 bis 1984 Erster Sekretär der SED-Kreisleitung Döbeln und von 1984 bis 1989 schließlich Erster Sekretär der SED-Kreisleitung Leipzig-Stadt (Nachfolger von Roland Wötzel). Am 10. November 1989 wurde Prag von seiner Funktion entbunden. Zum neuen Ersten Sekretär wurde Thomas Bonesky, bisher Erster Sekretär der SED-Stadtbezirksleitung Süd, gewählt.
Im September 1990 wurde Prag wegen Fälschung der Kommunalwahl im Mai 1989 zu zehn Monaten Haft auf Bewährung verurteilt.

## Auszeichnungen in der DDR
- Artur-Becker-Medaille in Gold (1964)[2]
- Vaterländischer Verdienstorden in Bronze (1973)